# Wokha (district)
Wokha is een district van de Indiase staat Nagaland. Het district telt 161.098 inwoners (2001) en heeft een oppervlakte van 1628 km².
Dimapur · Kiphire · Kohima · Longleng · Mokokchung · Mon · Noklak · Peren · Phek · Tuensang · Wokha · Zunheboto